# Basarab Nicolescu
Basarab Nicolescu (n. 25 martie 1942, Ploiești, România) este un fizician și filosof franco-român din Franța, fizician teoretician la Centre National de la Recherche Scientifique (CNRS), Universitatea Paris VI. Este membru de onoare al Academiei Române (din 2001).

## Aspecte biografice
S-a născut la 25 martie 1942 în Ploiești. Părinți, Anton Nicolescu și Anghelichi Anastasiadis. Este strǎnepotul lui Andrei Nicolescu-Păcureți.
A urmat cursurile Liceului „I. L. Caragiale” din Ploiești (1956–1960) și ale Facultății de Fizică din cadrul Universitatea din București (1960–1964).
În 1965 și-a susținut lucrarea de diplomă „Câmpurile Yang-Mills și autointeracțiunea câmpurilor vectoriale”.
A fost asistent (1965–1968) la Universitatea din București.
În 1968 a părăsit România pentru a se stabili în Franța, ca bursier al guvernului francez, la Universitatea Paris VI.
Între 1969 și 1970 a fost bursier al Comisariatului pentru Energie Atomică.
În 1970 a intrat ca fizician la CNRS, peste trei ani susținându-și doctoratul de stat în științe fizice ("Contribution à l’étude théorique de la diffusion pion-nucléon").
În 1973 introduce, în colaborare cu Lesezk Lukaszuk, un nou concept Odderon, care a deschis un nou domeniu în fizica interacțiilor tari. Conceptul nu a fost confirmat sau infirmat științific.
În 1976 a obținut cetățenia franceză și a renunțat la cetățenia româna. A fost „senior visiting scientist” la Lawrence Berkeley Laboratory (1976-1977) și la Universitatea din Londra (1979) și profesor invitat la Universitatea din Girona, Spania (2000–2001).
Opera sa se concretizează în peste 130 de lucrări științifice de specialitate, numeroase cărți și sute de lucrări privind transdisciplinaritatea, toate citate în întreaga lume.
The Academy of Transdisciplinary Learning and Advanced Studies (ATLAS), Texas, SUA a decis instituirea premiului "Basarab Nicolescu Transdisciplinary Science & Engineering Award". Primele premii au fost acordate în 2014.

## Titluri, premii și distincții
Membru de Onoare din străinătate al Academiei Române (29 noiembrie 2001).
Doctor Honoris Causa al Universităților „Al. I. Cuza” din Iași (2000), Universitatea Tehnica din Cluj-Napoca (2008), Universitatea "George Bacovia" din Bacǎu (2008), Universitatea "Vasile Goldiș" din Arad (2011) și Universitatea Veracruzana (Mexic) (2011), Petroleum - Gas University, Ploiești, Romania (2012), Doctor Honoris Causa at University of Craiova, Craiova, Romania (2015).
International Society for Universal Dialogue (ISUD) Honorary Award (2014).
The Academy of Transdisciplinary Learning and Advanced Studies (ATLAS) Gold Medal of Honor, Texas, USA (2014).
Cetățean de Onoare al orașelor Cluj-Napoca, Iași și Ploiești.
Ordinul Național „Serviciul credincios” în grad de Mare Ofițer (2002).
Director al colecțiilor „Transdisciplinarité” (Editions du Rocher, Monaco, „Les Roumains de Paris” (Editions Piktos/Oxus, Paris), „Științǎ și Religie” și „Științǎ, Spiritualitate, Societate” (Curtea Veche, București).
Membru al Consiliului academic internațional al Institutului Internațional pentru Gândirea Complexă al Universității din Buenos Aires. 
Președinte de onoare al Fundației Internaționale „Ștefan Lupașcu” pentru știință și cultură din Iași.
Medalia de aur la prima olimpiadă internațională de matematică (Brașov, 1959).
Medalia de argint a Academiei Franceze pentru Nous, la particle et le monde (1986).
Diploma de Onoare a Academiei Româno-Americane (1987).
Premiul Opera Omnia la Festivalul Internațional Nichita Stănescu (Ploiești, 2006).
Premiul Uniunii Scriitorilor din România și Benjamin Franklin Award for the Best History Book (USA) pentru Știința, sensul și evoluția – Eseu asupra lui Jakob Böhme (1993).
Ordinul Național „Serviciul credincios” în grad de Mare Ofițer (2002).

## Cărți publicate
- De la Isarlîk la Valea Uimirii, Curtea Veche, București, 2011.
- In oglinda destinului - Eseuri autobiografice, Ideea Eutopeană, București, 2009.
- Ce este realitatea?, Junimea, Iași, 2009.
- Les Racines de la liberté, Éditions Accarias-L’Originel, Paris, 2001, în colaborare cu Michel Camus (trad. rom. Rădăcinile libertății, Curtea Veche, București, 2004).
- Ion Barbu – Cosmologia „Jocului secund”, Editura pentru Literatură, București, 1968; a doua ediție: Universul Enciclopedic, București, 2004.
- Nous, la particule et le monde, Éditions Le Mail, Paris, 1985 (lucrare premiată de Academia Franceză, trad. rom. Noi, particula și lumea, Editura Polirom, Iași, 2002).
- La Science, le sens et l’évolution – Essai sur Jakob Boehme, Éditions le Félin, 1988 (Premiul „Benjamin Franklin”, SUA, 1992; Premiul Uniunii Scriitorilor din România, 1993; trad. rom. Știința, sensul și evoluția –Eseu asupra lui Jakob Boehme, Editura Vitruviu, București, 2000).
- La transdisciplinarité (manifeste), Éditions du Rocher, Monaco, 1996 (trad. rom. Transdisciplinaritatea (manifest), Editura Polirom, Iași, 1999).
- Théorèmes poétiques, Éditions du Rocher, Monaco, 1994 (trad. rom. Teoreme poetice, Editura Cartea Românească, București, 1996).
- From Modernity to Cosmodernity - Science, Culture, and Spirituality, SUNY Press, New York, 2014;